# شداديون
الشداديون سلالة كردية سنية وأصحاب الإمارة التي عرفت بالإمارة الشدادية (951 - 1199) التي حكمت أجزاء من أرمينيا ومنطقة اران الذي كان جزءا من ما يعرف الآن بأذربيجان ويرجع سبب التسمية إلى مؤسس الإمارة محمد بن شداد بن قرطق الذي لم يكن قد غزا المنظقة بعد. بدأت هذه الإمارة من مدينة دفين Dvin أو دبيل تم امتدت إلى مدن باردا وكنجه وهي مدن في أذربيجان، تحالف الشداديون مع السلاجقة وخاض الشداديون معارك عديدة مع الإمبراطورية البيزنطية من عام 1047 إلى عام 1057 وكانت الإمارة في أوج قوتها تمتد بين نهر كورا و‌نهر آراس.
في عام 1044 شن الإمبراطور البيزنطي قسطنطين السادس (1000 - 1055) الحرب على ملك أرمينيا جاغيك الثاني وقام قسطنطين قبل الحملة بإرسال رسالة إلى على لشكري الذي كان أمير الأمارة الشدادية طالبا منه الانضمام إليه في حملته ضد ملك أرمينيا ووافق لشكري بشرط ان يضم الأراضي التي استولت عليها قواته في الحملة إلى الإمارة الشدادية وأدى هزيمة ملك أرمينيا إلى إضافة بقاع جديدة لإمارة الشداديين. كان الفضل بن الفضل آخر أمراء الشداديين وانتهى حكم الإمارة بسيطرة السلاجقة 